# Warrior Tour
Warrior Tour foi a segunda turnê mundial da artista musical estadunidense Kesha, em suporte do seu segundo álbum de estúdio Warrior. Os espetáculos servem com uma extensão para a digressão conjunta de Kesha com o rapper Pitbull, a North American Tour 2013. O evento passará por partes da Europa e lugares selecionados da América do Norte, dos quais ela não cobrirá com Pitbull. Portsmouth, Virgínia e Cincinnati, Ohio serão os primeiros locais a receber a excursão, que em seguida viajara para uma segunda fase na Europa durante o decorrer de julho. A cantora voltará à América do Norte para mais uma temporada de shows com um término programado para 31 de agosto de 2013 em Gilford, Nova Hampshire no Bank of New Hampshire Pavilion. Muitas apresentações fazem parte de festivais e feiras, incluindo o Live at the Marquee Festival em Cork, Irlanda, Wireless Festival em Londres, Inglaterra e  Illinois State Fair em Springfield, Illinois.

## Atos de abertura
- Justice Crew (América do Norte, primeira etapa)[1]
- Jump Smokers (América do Norte, primeira etapa)[1]
- Fuse ODG (Inglaterra, etapa)[2]
- Raego (República Checa, etapa)[3]
- Mista (República Checa, etapa)[3]
- Semi Precious Weapons (América do Norte, segunda etapa)[4]
- Mike Posner (América do Norte, segunda etapa)[4]
- DJ Karma (América do Norte, segunda etapa)[5]

## Datas
| 23 de maio de 2013         | Boston           | Estados Unidos         | Comcast Center                   |
| 25 de maio de 2013         | Atlantic City    | Estados Unidos         | Golden Nugget Atlantic City      |
| 26 de maio de 2013         | Atlantic City    | Estados Unidos         | Golden Nugget Atlantic City      |
| 31 de maio de 2013         | Holmdel Township | Estados Unidos         | PNC Bank Arts Center             |
| 1º de junho de 2013        | Wantagh          | Estados Unidos         | Nikon at Jones Beach Theater     |
| 2 de junho de 2013         | Pittsburgh       | Estados Unidos         | First Niagara Pavilion           |
| 4 de junho de 2013         | Montreal         | Canadá                 | Bell Centre                      |
| 5 de junho de 2013         | Toronto          | Canadá                 | Molson Amphitheatre              |
| 8 de junho de 2013         | Cincinnati       | Estados Unidos         | Horseshoe Casino Cincinnati      |
| 9 de junho de 2013         | Chicago          | Estados Unidos         | First Midwest Bank Amphitheatre  |
| 11 de junho de 2013        | Denver           | Estados Unidos         | Fiddler's Green Amphitheatre     |
| 14 de junho de 2013        | Mountain View    | Estados Unidos         | Shoreline Amphitheatre           |
| 15 de junho de 2013        | Las Vegas        | Estados Unidos         | Mandalay Bay Events Center       |
| 16 de junho de 2013        | San Diego        | Estados Unidos         | Sleep Train Amphitheatre         |
| 18 de junho de 2013        | Los Angeles      | Estados Unidos         | Hollywood Bowl                   |
| 19 de junho de 2013        | Phoenix          | Estados Unidos         | Ak-Chin Pavilion                 |
| 20 de junho de 2013        | Albuquerque      | Estados Unidos         | Isleta Amphitheater              |
| 22 de junho de 2013        | Houston          | Estados Unidos         | Cynthia Woods Mitchell Pavilion  |
| 23 de junho de 2013        | Dallas           | Estados Unidos         | Gexa Energy Pavilion             |
| 24 de junho de 2013        | San Antonio      | Estados Unidos         | AT&T Center                      |
| 27 de junho de 2013        | Atlanta          | Estados Unidos         | Aaron's Amphitheatre at Lakewood |
| 28 de junho de 2013        | Tampa            | Estados Unidos         | Ford Amphitheatre                |
| 29 de junho de 2013[A]     | Miami Beach      | Estados Unidos         | Fontainebleau Miami Beach        |
| Europa                     |                  | Estados Unidos         |                                  |
| 3 de julho de 2013[B]      | Cork             | Irlanda                | The Docklands                    |
| 5 de julho de 2013[C]      | Werchter         | Bélgica                | Pyramid Marquee                  |
| 6 de julho de 2013[D]      | Nibe             | Bélgica                | Must Forest                      |
| 7 de julho de 2013         | Estocolmo        | Suécia                 | Gröna Lund                       |
| 9 de julho de 2013         | Amesterdão       | Países Baixos          | Paradiso                         |
| 10 de julho de 2013        | Luxemburgo       | Luxemburgo             | Den Atelier                      |
| 12 de julho de 2013[E]     | Londres          | Inglaterra             | Queen Elizabeth Olympic Park     |
| 13 de julho de 2013[F]     | Kinross          | Escócia                | Balado                           |
| 15 de julho de 2013        | Londres          | Inglaterra             | O2 Academy Brixton               |
| 16 de julho de 2013        | Paris            | França                 | Le Trianon                       |
| 18 de julho de 2013        | Praga            | República Checa        | SaSaZu                           |
| 19 de julho de 2013        | Viena            | Áustria                | Gasômetro                        |
| América do Norte           |                  |                        |                                  |
| 10 de agosto de 2013[G]    | Windsor          | Canadá                 | Caesars Windsor                  |
| 10 de agosto de 2013[G]    | Bethlehem        | Estados Unidos         | Sands Steel Stage                |
| 12 de agosto de 2013       | Vienna           | Estados Unidos         | Filene Center                    |
| 14 de agosto de 2013       | Raleigh          | Estados Unidos         | Red Hat Amphitheater             |
| 17 de agosto de 2013[H]    | Springfield      | Estados Unidos         | Illinois State Fairgrounds       |
| 24 de agosto de 2013[I]    | Essex Junction   | Estados Unidos         | Champlain Valley Exposition      |
| 31 de agosto de 2013       | Gilford          | Estados Unidos         | Bank of New Hampshire Pavilion   |
| 1º de setembro de 2013     | Las Vegas        | Estados Unidos         | 1 Oak Mirage Las Vegas           |
| 7 de setembro de 2013[J]   | Pomona           | Estados Unidos         | Fairplex                         |
| 21 de setembro de 2013[K]  | Las Vegas        | Estados Unidos         | MGM Grand Garden Arena           |
| 25 de setembro de 2013     | Kingston         | Estados Unidos         | Ryan Center                      |
| 27 de setembro de 2013     | Baltimore        | Estados Unidos         | Pier Six Pavilion                |
| 29 de setembro de 2013     | Ithaca           | Estados Unidos         | Barton Hall                      |
| Ásia                       |                  |                        |                                  |
| 24 de outubro de 2013      | Manila           | Filipinas              | Smart Araneta Coliseum           |
| 12 de novembro de 2013     | Tóquio           | Japão                  | Zepp Tokyo                       |
| 13 de novembro de 2013     | Tóquio           | Japão                  | Zepp Tokyo                       |
| 15 de novembro de 2013     | Osaka            | Japão                  | Namba Hatch                      |
| 17 de novembro de 2013[L]  | Bombaim          | Índia                  | Taj Mahal Palace                 |
| 13 de fevereiro de 2014[M] | Dubai            | Emirados Árabes Unidos | Dubai Media City Amphitheatre    |

Notas
| A - Este concerto faz parte do festival iHeartRadio's Ultimate Pool Party 2013. B - Este concerto faz parte do festival Live at the Marquee. C - Este concerto faz parte do festival Rock Werchter. D - Este concerto faz parte do Nibe Festival. E - Este concerto faz parte do Wireless Festival. F - Este concerto faz parte do festival T in the Park. G - Este concerto faz parte do festival Musikfest. | H - Este concerto faz parte do festival Illinois State Fair. I - Este concerto faz parte do festival Champlain Valley Fair. J - Este concerto faz parte do festival Los Angeles County Fair. K - Este concerto faz parte do iHeartRadio's Music Festival 2013. L - Este concerto faz parte do American Foundation for AIDS Research Gala. M - Este concerto faz parte do RedFest DXB Festival. |

Cancelamentos e remarcações
| 21 de julho de 2013    | Istambul, Turquia         | Parkorman                     | Cancelado devido a recentes desenvolvimentos na Turquia.     |
| 9 de agosto de 2013    | Cleveland, Estados Unidos | Jacobs Pavilion at Nautica    | Cancelado e data marcada em Windsor, Canadá.                 |
| 22 de outubro de 2013  | Jacarta, Indonésia        | Skenoo Exhibition Hall        | Cancelado devido a problemas técnicos não especificados.     |
| 26 de outubro de 2013  | Kuala Lumpur, Malásia     | Stadium Negara                | Cancelado devido a problemas na obtenção de uma autorização. |
| 30 de outubro de 2013  | Brisbane, Austrália       | Brisbane Entertainment Centre | Cancelado.                                                   |
| 1º de novembro de 2013 | Melbourne, Austrália      | Rod Laver Arena               | Cancelado.                                                   |
| 3 de novembro de 2013  | Adelaide, Austrália       | Adelaide Entertainment Centre | Cancelado.                                                   |
| 5 de novembro de 2013  | Perth, Austrália          | Perth Arena                   | Cancelado.                                                   |
| 8 de novembro de 2013  | Sydney, Austrália         | Acer Arena                    | Cancelado.                                                   |